# Piemonte Parchi
Piemonte Parchi è una rivista mensile di informazione e divulgazione naturalistica sulle aree protette edita dalla Regione Piemonte dal 1983. Fornisce informazioni sulle attività delle Aree Protette regionali piemontesi, nazionali e internazionali e tratta argomenti di cultura ambientale attraverso articoli di ornitologia, zoologia, botanica, natura e territorio.

## Storia della rivista

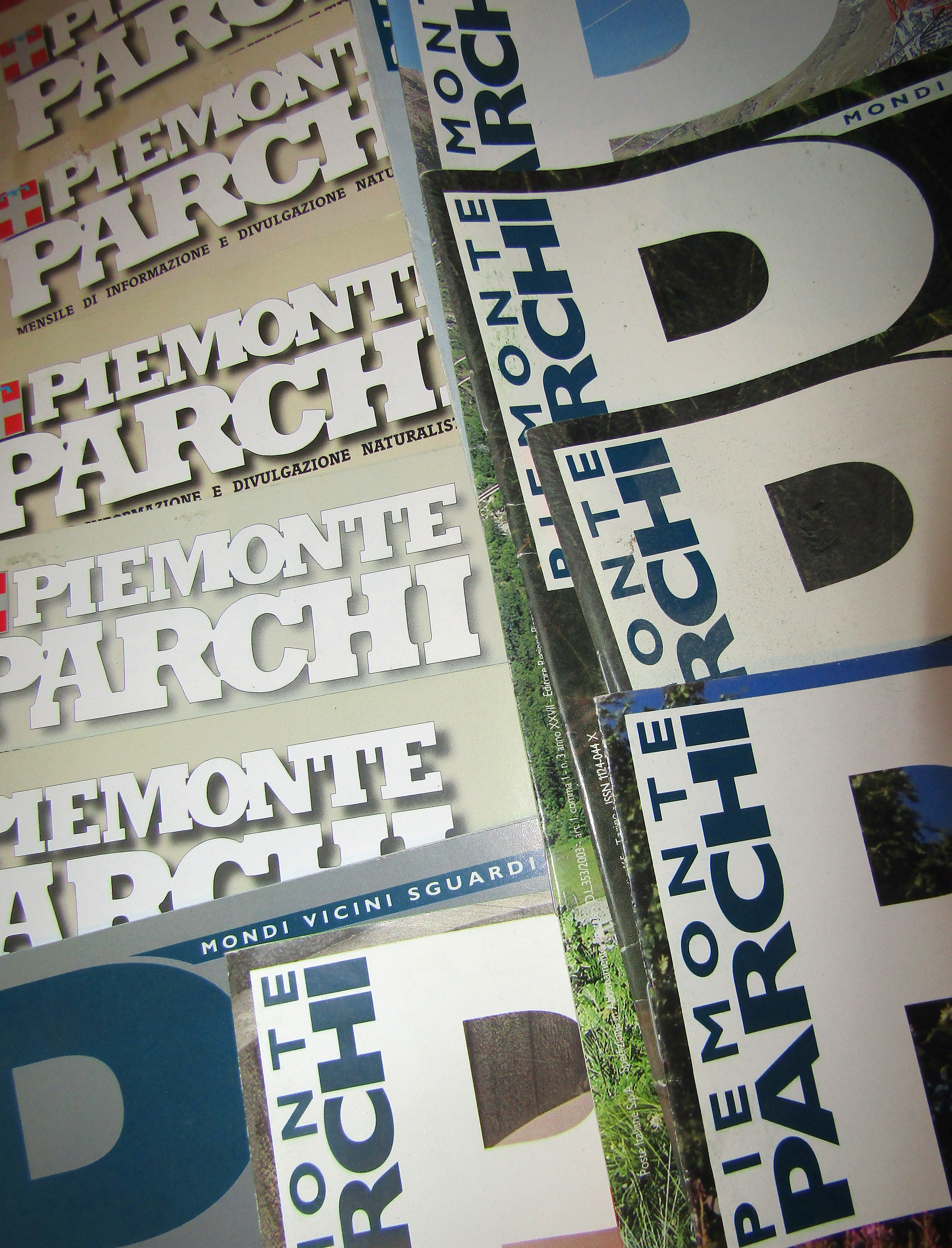
Numeri di varie annate

Piemonte Parchi è stata la prima rivista edita da un ente pubblico dedicata specificamente alle aree protette, conquistando presto apprezzamenti su vasta scala.
Il primo numero di Piemonte Parchi uscì nel novembre 1983. Nata come trimestrale e supplemento della pubblicazione Notizie della Regione Piemonte, nel 1985 la rivista raddoppiò il numero di pagine (che vennero a partire da quell'anno stampate tutte a colori) diventando bimestrale. Si trasformò poi in mensile nel 1999, che dal 1993 contava circa 12.000 abbonati medi ogni anno.
Nei primi anni novanta, nel quadro della politica naturalistica istituzionale della Regione Piemonte, l'Assessorato regionale ai parchi stampava questo strumento informativo in 50 000 copie di tiratura, inviate gratuitamente a scuole, enti e privati cittadini come sostegno alla creazione di aree protette.
Dal 1993, a fronte di una situazione economica degli Enti pubblici volta alla massima razionalizzazione delle risorse, la rivista iniziò ad essere fornita in abbonamento; la tiratura nel 1997 era quantificata in 35.000 copie per numero.. Dal 1999, in forza di un nuovo contratto di collaborazione editoriale, la rivista esce con cadenza mensile in 10 numeri l'anno più due speciali tematici (ad esempio: Il ritorno del lupo, Una Corona Verde, le Alpi, I giardini del Piemonte, Gli ecomusei, La speleologia in Piemonte, I parchi in Europa).
Piemonte Parchi si è poi stabilizzato su una tiratura complessiva di circa 23.000 copie: oltre ai 12.000 abbonati paganti (di cui 20% distribuiti sul restante territorio nazionale) altre copie venivano distribuite gratuitamente tramite spedizione nelle aree protette piemontesi e italiane, comuni, biblioteche del Piemonte, enti pubblici e associazioni ambientali in Italia (regioni, province, ministeri, centri di documentazione, associazioni, giornalisti) e a testate del settore naturalistico ed ambientale.
Dal 2001 Piemonte Parchi è su Internet con la testata giornalistica registrata Piemonte Parchi Web comprendente una versione della rivista disponibile in rete, un notiziario aggiornato settimanalmente che evidenzia gli appuntamenti delle aree protette, ed infine una news letter settimanale -attiva dal 2002, che inizialmente veniva inviata a oltre 5.000 iscritti (l'80% dell'omologa news letter nazionale curata da parks.it).
Dal 2004 ha preso avvio il progetto Piemonte Parchi Web Junior, spazio rivolto alle scuole che si sono dedicate alle tematiche di educazione ambientale e che si sono avvicinate al mondo dei parchi; il progetto si è concluso nel 2011.
Nel periodo precedente le olimpiadi invernali Torino 2006, la rivista ha ospitato una intensa campagna propagandistica in favore dell'evento.
Con il numero 221 del dicembre 2012, dopo un periodo di crisi e il rischio di una totale chiusura per i tagli al bilancio regionale, a quasi 30 anni dalla sua prima uscita Piemonte Parchi ha drasticamente ridotto il numero di uscite annuali della propria pubblicazione cartacea. La rivista prosegue invece la propria attività come giornale on-line a diffusione gratuita. Tematiche e rubriche sono rimaste le stesse della rivista storica come pure la newsletter, che ha nel frattempo raggiunto i 6.500 iscritti.

### Premi
Nel corso degli anni la rivista ha vinto numerosi premi:
- 1991 Immagini per il parco del Po
- 1992 International Tour film festival
- 1998 Premio Ambiente
- 2002 La città per il verde
- 2005 Premio giornalistico del Roero

## Tematiche
Le tematiche principali del mensile riguardano natura, ambiente e territorio, divulgazione scientifica ed informazioni sulla realtà, i prodotti tipici e le attività dei parchi piemontesi e non solo, attraverso articoli di ornitologia, zoologia, botanica ecc. Tra i collaboratori della rivista negli anni si sono contate varie personalità di spicco nel campo dell'ecologia e dell'ambientalismo quali ad esempio Mario Rigoni Stern, Reinhold Messner, Antonio Cederna, Laura Conti e Piero Angela. La linea editoriale propone il messaggio culturale delle aree protette e della difesa dell'ambiente. Piemonte parchi gestisce inoltre dal 1991 la Biblioteca delle aree protette, che offre la consultazione e il prestito di materiali sulle tematiche di interesse della rivista.

### Rubriche
Alcune rubriche ricorrenti della rivista sono inoltre:
- Notizie e curiosità dal mondo della natura e dell'ecologia
- Sentieri provati per la scoperta dei percorsi di montagna
- Letture su tematiche naturalistiche ed ambientali
- Terre di leggende della tradizione locale
- Dal mondo della ricerca con approfondimenti scientifici
- Educare all'ambiente rivolto al tema dell'educazione ambientale
- Appuntamenti al museo di scienze naturali di Torino